# Decatur (Texas)
Decatur es una ciudad ubicada en el condado de Wise en el estado estadounidense de Texas. En el Censo de 2010 tenía una población de 6042 habitantes y una densidad poblacional de 275,29 personas por km².

## Geografía
Decatur se encuentra ubicada en las coordenadas 33°13′40″N 97°35′24″O / 33.22778, -97.59000. Según la Oficina del Censo de los Estados Unidos, Decatur tiene una superficie total de 21.95 km², de la cual 21.95 km² corresponden a tierra firme y (0%) 0 km² es agua.

## Demografía
Según el censo de 2010, había 6042 personas residiendo en Decatur. La densidad de población era de 275,29 hab./km². De los 6042 habitantes, Decatur estaba compuesto por el 85.14% blancos, el 1.56% eran afroamericanos, el 0.58% eran amerindios, el 0.78% eran asiáticos, el 0% eran isleños del Pacífico, el 10.36% eran de otras razas y el 1.59% pertenecían a dos o más razas. Del total de la población el 30.24% eran hispanos o latinos de cualquier raza.